# Thirteen Women

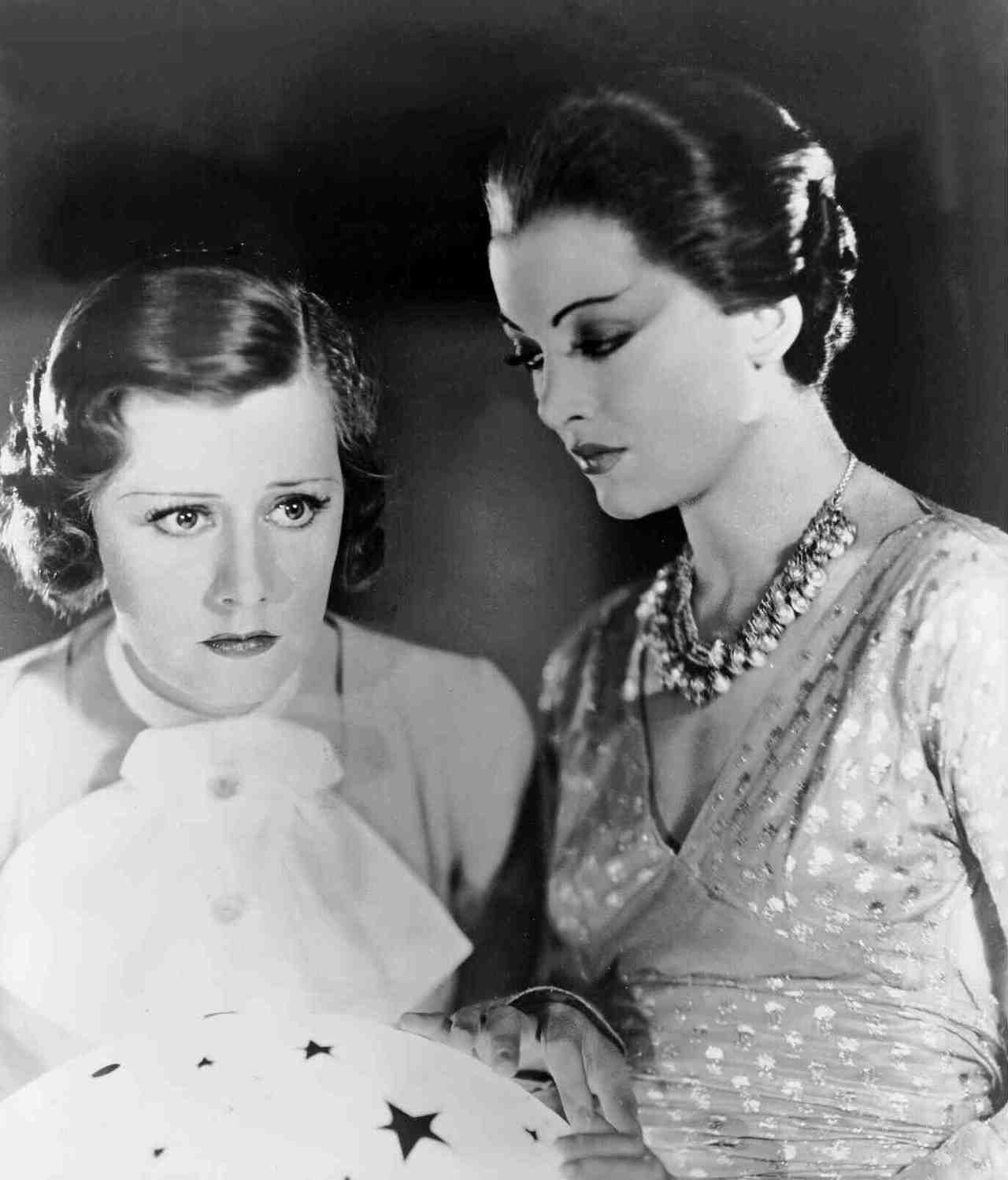
Fotograma de Thirteen Women amb Irene Dunne i Myrna Loy.

 Thirteen Women és una pel·lícula estatunidenca dirigida per George Archainbaud el 1932.

## Argument
Ursula Georgi, una jove mística d'origen indi, decideix utilitzar els seus poders hipnòtics per tal de venjar-se d'un grup de dones. Aquestes, que van ser les seves antigues camarades d'escola, l'havien marginat pels seus orígens ètnics. Helen és la primera víctima.

## Repartiment
- Irene Dunne: Laura Stanhope
- Ricardo Cortez: Sergent de policia Barry Clive
- Jill Esmond: Jo Turner
- Myrna Loy: Ursula Georgi
- Mary Duncan: June Raskob
- Kay Johnson: Helen Dawson Frye
- Florence Eldridge: Grace Coombs
- C. Henry Gordon: Swami Yogadachi
- Peg Entwistle: Hazel Clay Cousins
- Harriet Hagman: May Raskob
- Edward Pawley: Burns, el xofer de Laura
- Blanche Friderici: Miss Kirsten
- Wally Albright: Robert 'Bobby' Stanhope

## Al voltant de la pel·lícula
- És àmpliament conegut que l'únic paper de Peg Entwistle pel que va guanyar notorietat, va ser després que el seu cos fos trobat sota el cartell de Hollywood setmanes abans de l'estrena de la pel·lícula (la policia va suposar un suïcidi)[1] l'octubre al Teatre Roxy de Nova York el 15 de d'octubre de 1932.[2][3]

- Originalment tenia una durada de setanta-tres minuts, l'estudi va treure catorze minuts abans de l'estrena. La pel·lícula es va reestrenar el 1935 per la RKO, esperant recollir beneficis aprofitant-se de l'augment de popularitat dels actors del film Dunne i Loy. Thirteen Women va ser la primera pel·lícula d'una "parella de dones".[4]

## Adaptació del llibre
El personatge de Hazel Cousins interpretat per Peg Entwistle a la pel·lícula és casada, mata el seu marit i se'n va a presó. Al llibre, Hazel és una lesbiana que és seduïda per (en les paraules de Thayer) una "tortillera" casada amb un metge especialista en pulmons.